# Cadwell Park
Cadwell Park ist eine Motorsport-Rennstrecke in Lincolnshire, England, nahe der Stadt Louth. Sie ist im Besitz und wird betrieben von der Jonathan Palmer’s Motorsport Vision company. und ist regelmäßiger Austragungsort der Britischen Superbike Meisterschaft.

## Lagebeschreibung
Die Rennstrecke befindet sich in den Lincolnshire Wolds, etwa 8 km südwestlich von Louth und 12 km nordnordöstlich von Horncastle an der A 153, etwa 24 Kilometer weiter östlich ist die Nordsee.

## Geschichte

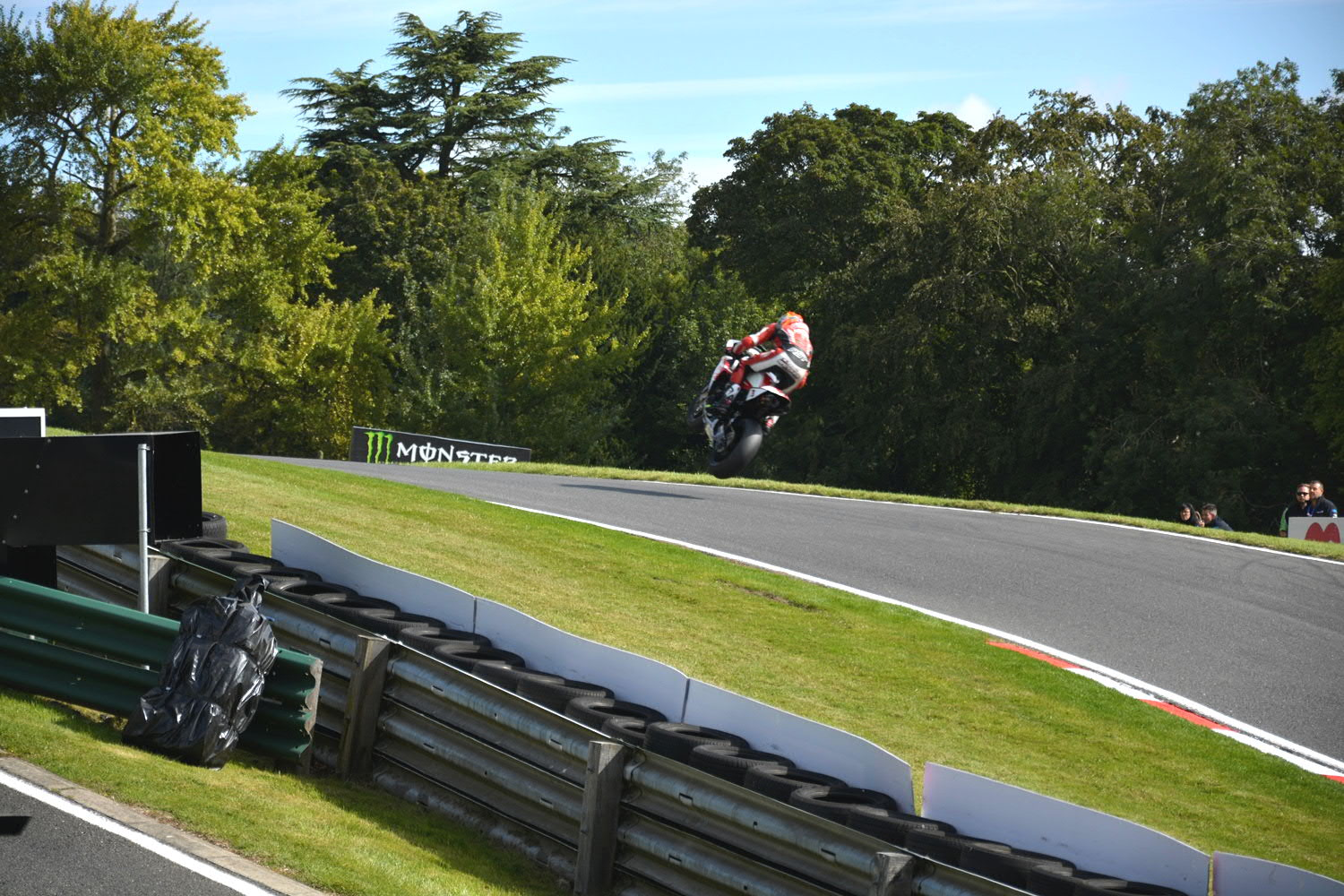
Cadwell Park – „The Mountain“

Cadwell Park wurde 1934 durch Mansfield Wilkinson aus Louth als 1,2 km lange Rundstrecke angelegt. Seine Söhne nutzten das Gelände ursprünglich für Rennen mit ihren eigenen Motorrädern und daraus entwickelte sich der heutige Ring. 1953 wurde die Bahn auf die fast zweifache Länge von 2,1 Kilometer verlängert. Die Strecke wurde im Jahr 1962 bis zu der heutigen 3,62 Kilometer langen Bahn ausgebaut und war Gastgeber für die Britische Formel-3-Meisterschaft im darauffolgenden Mai. Einige der Kurven wurden nach Familienmitgliedern benannt, z. B. Mansfield, Charlie und Chris.

## Streckenbeschreibung
Die Strecke hat Senken und Kuppen, weil sie in einem steilen Tal liegt. Sie hat schnelle geneigte Kurven, einschließlich eines Abschnitts genannt The Mountain, bei dem Motorräder abheben. Der Mix von herausfordernden Kurven führte zu dem Beinamen „Mini-Nürburgring“.

## Nutzung

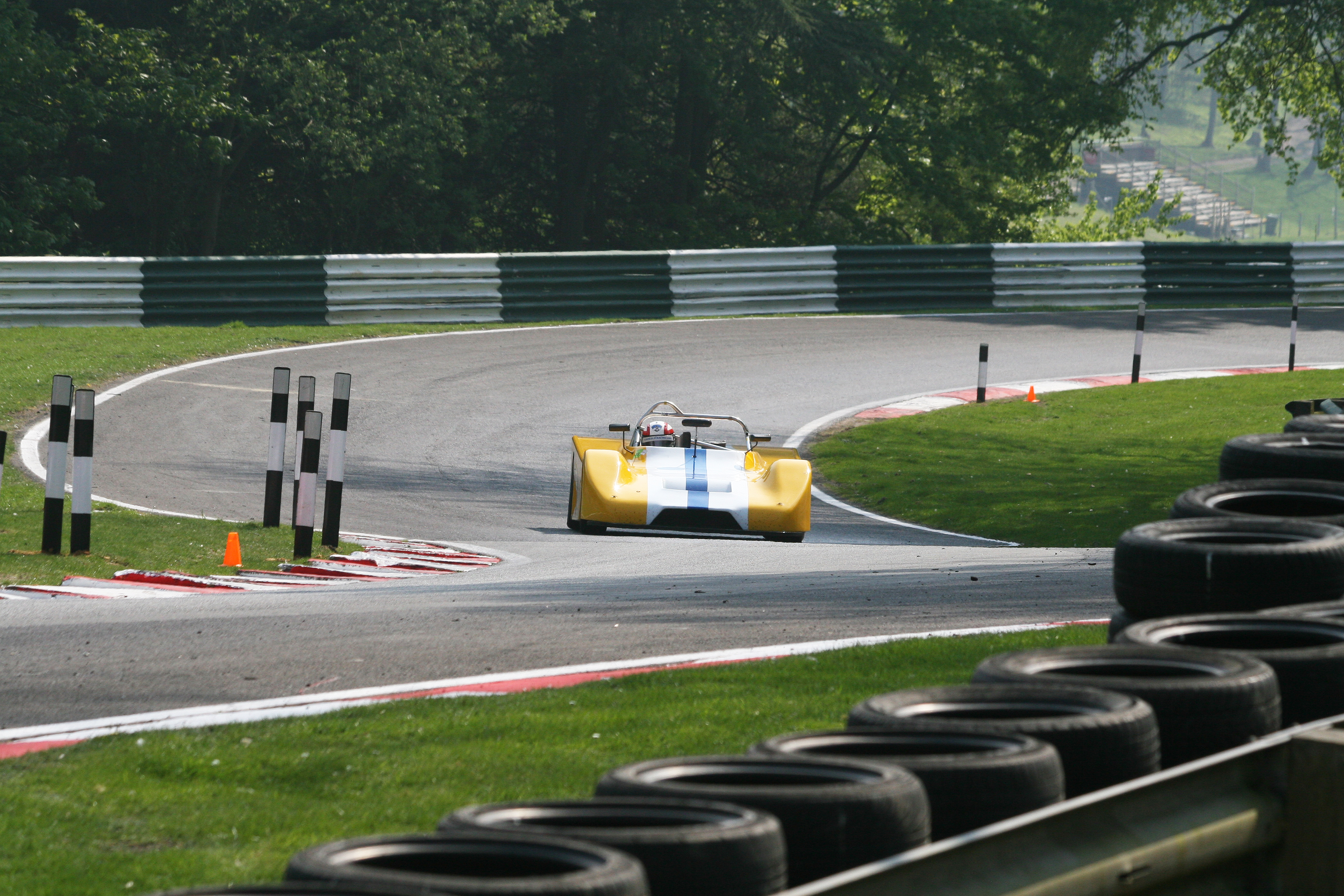
Die „Hall Bends“ im Cadwell Park

Die Fahrbahn wird als zu schmal für Autorennen der Spitzenklasse betrachtet. Der Kurs wird hauptsächlich für Motorradrennen verwendet. Die populärste Veranstaltung im Rennkalender des Rings ist die British Superbike Championship, die jedes Jahr im August stattfindet. Der British Superkart Grand Prix ist außerdem eine jährliche Veranstaltung.
Außerdem werden hier Beiträge für das britische Fernseh-Motormagazin Fifth Gear gedreht, bei dem häufig der Rennfahrer Tiff Needell mit vertreten ist.